# Guz insulinowy

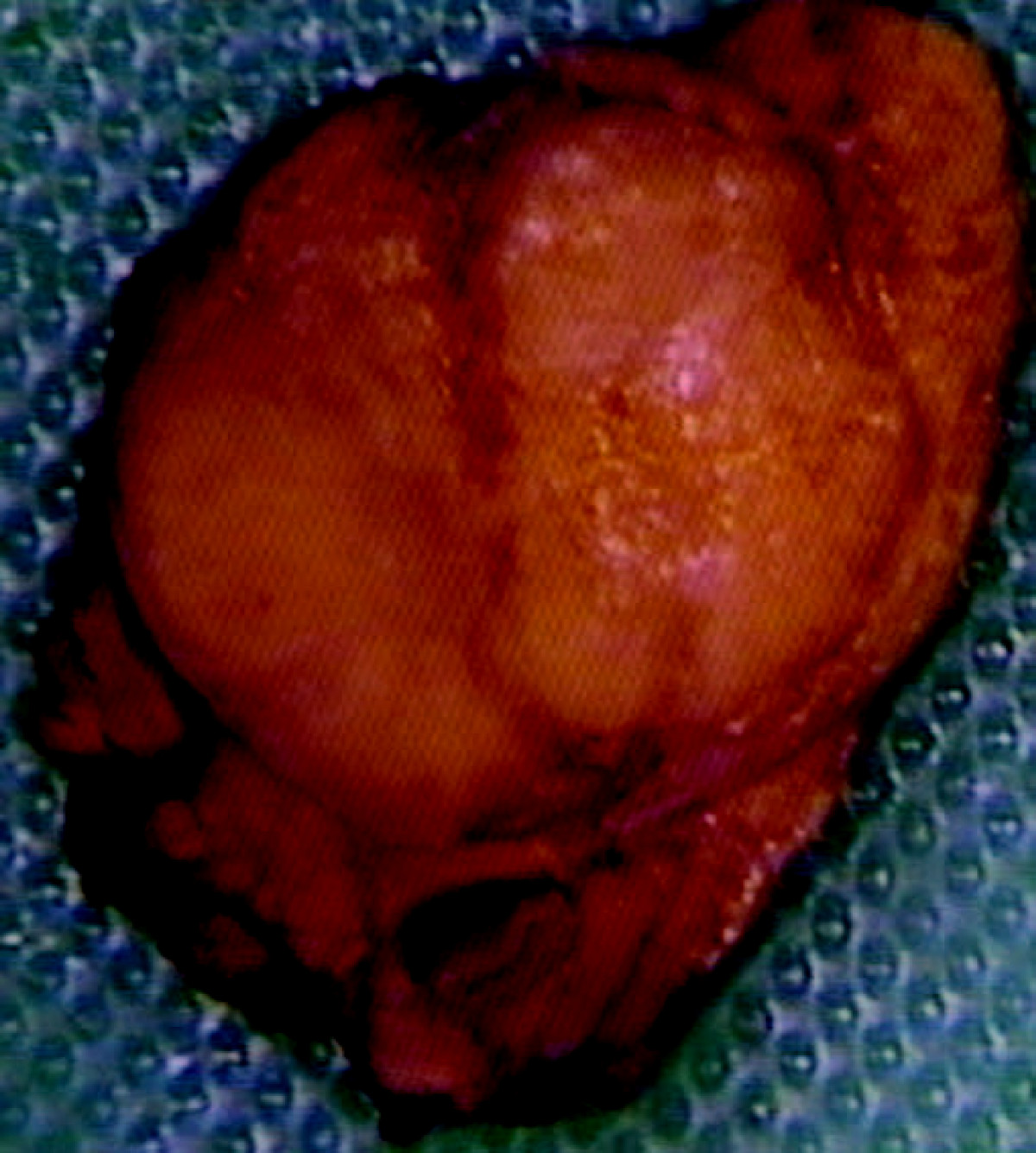
Obraz guza, charakterystyczne czerwonobrązowe zabarwienie

Guz insulinowy, wyspiak, insulinoma (łac. insulinoma) – nowotwór wywodzący się z komórek B wysp trzustkowych, wytwarzający insulinę, w związku z czym głównym jego objawem jest hipoglikemia.
Występuje z częstością od 1 do 2 przypadków na milion osób i w 8-10% przypadków jest złośliwy z objawami miejscowego naciekania oraz przerzutami do węzłów chłonnych okołoaortalnych oraz do wątroby. Najczęściej (90%) przebiega jako pojedynczy, otorbiony i dobrze unaczyniony guz trzustki o średnicy najczęściej poniżej 2 cm. W 4-8% przypadków występuje jako składowa zespołu gruczolakowatości wydzielniczej typu 1 (MEN1); wtedy guz najczęściej jest wieloogniskowy i w około 25% złośliwy.

## Obraz kliniczny
Głównym objawem choroby jest hipoglikemia, a objawy chorobowe układają się w tak zwaną triadę Whipple'a:
- występują w trakcie głodzenia
- towarzyszy im spadek poziomu glukozy
- ustępują po przyjęciu węglowodanów.

Objawy chorobowe, a zwłaszcza objawy neuroglikopenii mogą sugerować upojenie alkoholowe lub napad padaczki. Częste spadki poziomu glukozy pobudzają też ośrodek głodu, więc chorzy są często otyli.

## Diagnostyka
- próba głodowa
- oznaczenie stężenia chromograniny B
- oznaczenie proinsuliny
- USG, TK lub NMR jamy brzusznej
- arteriografia selektywna, selektywna tętnicza stymulacja glukonianem wapnia z cewnikowaniem naczyń trzewnych (ASVS)
- scyntygrafia receptorowa z użyciem analogu somatostatyny (około 46% skuteczności - nie wszystkie guzy wykazują ekspresję receptorów somatostatynowych)
- śródoperacyjne badanie palpacyjne trzustki, USG śródoperacyjna (metody kontrowersyjne[1].)
- USG endoskopowe

## Różnicowanie
- hipoglikemia spowodowana hipoglikemizującym działaniem przyjmowanych leków - przede wszystkim pochodnych sulfonylomocznika u chorych z cukrzycą
- hipoglikemia poposiłkowa - u chorych po resekcji żołądka
- hipoglikemia reaktywna
- hipoglikemia autoimmunologiczna
- hipoglikemia pochodzenia trzustkowego, niezwiązana z występowaniem guza insulinowego (noninsulinoma pancreatogenous hypoglycemia, NIPH)
- przewlekła hipoglikemia hiperinsulinemiczna (nesidioblastoza)
- hipoglikemia spowodowana ektopowym wydzielaniem pro-IGF-2 przez guzy nowotworowe
- hipoglikemia w przebiegu niewydolności wątroby.

## Leczenie
Podstawową metodą leczniczą jest leczenie operacyjne. W przypadku niemożności jego przeprowadzenia stosuje się leczenie paliatywne, opierające się na:
- leczeniu doprowadzającym do zmniejszenia liczby przerzutów
  - selektywnej embolizacji lub chemioembolizacji
  - radioablacji
  - terapii izotopowej
  - terapii analogami somatostatyny.

Przed leczeniem operacyjnym stosuje się leczenie objawowe w oparciu o diazoksyd lub streptozotocynę.
Chemioterapia jest nieskuteczna.

## Klasyfikacja ICD10
| kod ICD10       | nazwa choroby                                                                    |
| --------------- | -------------------------------------------------------------------------------- |
| ICD-10: D13.7   | Nowotwór niezłośliwy innych i niedokładnie określonych części układu pokarmowego |
| ICD-10: D13.7.6 | Trzustka                                                                         |
| ICD-10: C25     | Nowotwór złośliwy trzustki                                                       |
| ICD-10: C25.4   | Nowotwór złośliwy wewnątrzwydzielniczej części trzustki                          |